# Child's Play 3
Child's Play 3 is een Amerikaanse horrorfilm uit 1991 geregisseerd door Jack Bender.
In de film spelen onder meer de acteurs Justin Whalin, Perrey Reeves, Brad Dourif (de stem van Chucky) en Dean Jacobson mee.

## Verhaal
Het is acht jaar geleden dat Andy Barclay (Justin Whalin) voor het laatst iets vernam van de moorddadige pop Chucky. Het bedrijf Good Guy Dolls besluit niettemin om de poppenreeks waartoe Chucky behoorde opnieuw op de markt te brengen.
Om niet voor altijd in het poppenlichaam opgesloten te zitten, moet Chucky zijn ziel verwisselen met die van iemand in een menselijk lichaam. Hierom jaagt hij al tijden op zijn oorspronkelijke eigenaar Barclay, maar hij heeft nu een andere manier gevonden. Barclay is inmiddels zestien jaar oud en doet zijn best om te leren leven met de afschuwelijke ervaringen uit zijn verleden. Omdat iedereen hem lastig vindt, wordt hij naar de Kent Military School gestuurd, waar hij hoopt tot rust te kunnen komen. Alleen het verleden wil helemaal niet rusten. Chucky blijft hem achternazitten en blijkt dit keer veel sterker dan hij dacht.

## Rolverdeling
| Acteur          | Personage        |
| --------------- | ---------------- |
| Brad Dourif     | Chucky (stemrol) |
| Justin Whalin   | Andy Barclay     |
| Perrey Reeves   | De Silva         |
| Jeremy Sylvers  | Tyler            |
| Travis Fine     | Shelton          |
| Dean Jacobson   | Whitehurst       |
| Peter Haskell   | Sullivan         |
| Dakin Matthews  | Kolonel Cochrane |
| Andrew Robinson | Sergeant Botnick |
| Burke Byrnes    | Sergeant Clark   |

## Boekadaptatie
- Matthew J. Costello - Child's Play 3; Jove, New York (1991)